# Walter R. Cooney, Jr.
Walter R. Cooney, Jr, född 1962, är en amerikansk ingenjör och amatörastronom. År 2008 hade Cooney sammantaget upptäckt mer än 60 asteroider och 50 stycken variabla stjärnor. Han hade även publicerat mer än 20 vetenskapliga artiklar.
Minor Planet Center listar honom som W. R. Cooney Jr. och som upptäckare av 47 asteroider.

## Lista över upptäckta mindre planeter och asteroider
| 11739 Baton Rouge[A]  | 25 september 1998 |
| 15072 Landolt[B]      | 25 januari 1999   |
| 16107 Chanmugam       | 27 november 1999  |
| 20430 Stout [C]       | 10 januari 1999   |
| 43083 Frankconrad     | 19 november 1999  |
| (44370) 1998 SK35 [D] | 27 september 1998 |
| 47045 Seandaniel      | 29 november 1998  |
| (49349) 1998 WW6[B]   | 24 november 1998  |
| 49350 Katheynix       | 27 november 1998  |
| (49454) 1998 YH22 [E] | 30 december 1998  |
| 53256 Sinitiere       | 16 mars 1999      |
| (53257) 1999 FF       | 16 mars 1999      |
| (59172) 1999 AE3      | 10 januari 1999   |
| (60177) 1999 VU6      | 8 november 1999   |

| (66399) 1999 LH [F]   | 5 juni 1999       |
| (66946) 1999 XT1      | 3 december 1999   |
| (70723) 1999 VK1[B]   | 3 november 1999   |
| 74439 Brenden         | 6 februari 1999   |
| (75249) 1999 XU1      | 3 december 1999   |
| 79912 Terrell         | 10 februari 1999  |
| (80698) 2000 CH1      | 4 februari 2000   |
| (81531) 2000 HK14 [F] | 29 april 2000     |
| (85708) 1998 SL35 [D] | 27 september 1998 |
| (85805) 1998 WS6[B]   | 24 november 1998  |
| 85878 Guzik [G]       | 13 februari 1999  |
| 101722 Pursell        | 10 mars 1999      |
| 101777 Robhoskins [H] | 13 april 1999     |
| (103221) 1999 YC5     | 29 december 1999  |

| (103222) 1999 YD5         | 29 december 1999 |
| (121206) 1999 PO3         | 13 augusti 1999  |
| (121543) 1999 VG1[B]      | 3 november 1999  |
| (121544) 1999 VJ1[B]      | 3 november 1999  |
| (122067) 2000 HJ5         | 27 april 2000    |
| (155680) 2000 JU10        | 9 maj 2000       |
| (157330) 2004 TS16[J]     | 13 oktober 2004  |
| 162158 Merrillhess[G]     | 15 februari 1999 |
| (164761) 1998 WU6[B]      | 24 november 1998 |
| (213127) 2000 DP3         | 28 februari 2000 |
| (223794) 2004 TN10[J]     | 5 oktober 2004   |
| (226857) 2004 TU13[J]     | 6 oktober 2004   |
| 268115 Williamalbrecht[J] | 7 oktober 2004   |
| (306444) 1998 WT6[B]      | 24 november 1998 |

| (306501) 1999 VH1[B] | 3 november 1999   |
| (311355) 2005 RO32[J] | 13 september 2005 |
| (350491) 1999 VW8 | 9 november 1999   |
| 357546 Edwardhalbach[J] | 15 september 2004 |
| 368617 Sebastianotero[J] | 5 oktober 2004    |
| Upptäckt tillsammans med: A Matthew Collier B Patrick M. Motl C Susannah Lazar D Katrina Wefel E Terry Martin F Merrill Hess G Ethan Kandler H Meredith Howard J John Gross |                   |